# 吳禮嘉
吳禮嘉（1552年—？），字會之，號瀛海，浙江寧波府鄞縣人，民籍，明朝政治人物。

## 生平
萬曆七年（1579年）己卯科浙江鄉試第五十六名，萬曆八年（1580年）庚辰科會試第八十三名，登三甲第八十一名進士。刑部觀政，本年授瓯宁知县，十四年行取，丁憂归乡。十七年十月考选广东道試御史，十九年巡按直隶宣大，二十一年巡按四川，二十三年因播州杨应龙之乱，被革职为民。著有《太白楼稿》。

## 家族
曾祖吳讚；祖父吳淵，曾任七品散官；父吳楠，曾任知县。母金氏。具庆下。